# Le Buisson ardent et les Lumières de la Raison
Le Buisson ardent et les Lumières de la Raison. L'invention de la philosophie de la religion è un'opera del filosofo della religione Jean Greisch pubblicata in tre volumi usciti a Parigi, tra il 2002 e il 2004, per le Éditions du Cerf . 

## Contenuti
Nell'opera l'autore riflette sui diversi paradigmi che la ragione ha assunto nel corso della storia del pensiero:
- Ragione speculativa
- Ragione "critica"
- Ragione fenomenologica
- Ragione analitica
- 'Ragione ermeneutica.

## Struttura
L'opera si compone divisa in tre tomi:
- Tomo I: Héritiers et Héritages du XIXe siècle, 2002, 626 pagine;
- Tomo II: Les approches phénoménologiques et analytiques, 2002;
- Tomo III : Vers un paradigme herméneutique, 2004.